# Innocenty III (antypapież)
Innocenty III (właśc. Lando z Sezzo; ur. w Sezze zm. ok. 1180) – antypapież w okresie od 29 września 1179 do stycznia 1180.

## Życiorys
Urodził się w Sezze, w Lacjum, w longobardzkiej rodzinie. W 1159 roku antypapież Wiktor IV (1159–1164) mianował go kardynałem-diakonem Sant'Angelo in Pescheria. Później wspierał także następców Wiktora – Paschalisa III (1164–1168) i Kaliksta III (1168–1178); podpisywał ich bulle wydane między 15 lutego 1160 a 15 kwietnia 1172. Po abdykacji Kaliksta III (29 sierpnia 1178) odmówił podporządkowania się Aleksandrowi III i 29 listopada 1179 roku z pomocą zbuntowanych baronów z Kampanii ogłosił się antypapieżem licząc na wsparcie ze strony Fryderyka Barbarossy. Nie uzyskał go jednak i w styczniu 1180 roku znalazł się w niewoli Aleksandra III. Został zesłany do klasztoru Cava de'Tirreni, gdzie zmarł prawdopodobnie kilka miesięcy później.